# Аргентина на зимових Олімпійських іграх 1994
Аргентина на зимових Олімпійських іграх 1994 року, які проходили в норвезькому Ліллегаммері, була представлена 10 спортсменами (4 чоловіками та 5 жінками) у двох видах спорту: гірськолижний спорт та біатлон. Прапороносцем на церемонії відкриття Олімпійських ігор була біатлоністка Марія Джиро.
Аргентина втринадцяте взяла участь у зимовій Олімпіаді. Аргентинські спортсмени не здобули жодної медалі.

## Біатлон
| Дисципліна  | Спортсмен                            | Промахи   | Час | Місце |
| ----------- | ------------------------------------ | --------- | --- | ----- |
| Марія Джиро | спринт, 7,5 км, жінки                | 29:31.9   | 1   | 54    |
| Марія Джиро | індивідуальні перегони, 15 км, жінки | 1:02:24.2 | 5   | 66    |

## Гірськолижний спорт
| Спосртсмен            | Дисципліна                   | Спуск 1 | Спуск 2 | Спуск 3 | Разом   | Разом |
| Спосртсмен            | Дисципліна                   | Час     | Час     | Час     | Час     | Місце |
| --------------------- | ---------------------------- | ------- | ------- | ------- | ------- | ----- |
| Гастон Бек            | супергігант, чоловіки        |         |         |         | 1:41.21 | 48    |
| Карлос Мануель Бустос | супергігант, чоловіки        |         |         |         | DNF     |       |
| Маріано Пуріцеллі     | швидкісний спуск, чоловіки   |         |         |         | 1:52.38 | 45    |
| Маріано Пуріцеллі     | комбінація, чоловіки         | 1:43.13 | DNF     |         | DNF     |       |
| Федеріко ван Дітмар   | супергігант, чоловіки        |         |         |         | DNF     |       |
| Федеріко ван Дітмар   | гігантський слалом, чоловіки | DNF     |         |         | DNF     |       |
| Федеріко ван Дітмар   | слалом, чоловіки             | DNF     |         |         | DNF     |       |
| Карола Калельйо       | супергігант, жінки           |         |         |         | 1:35.87 | 45    |
| Домінік Ескерра       | супергігант, жінки           |         |         |         | 1:32.71 | 43    |
| Габрієла Кіхано       | швидкісний спуск, жінки      |         |         |         | 1:49.26 | 43    |
| Габрієла Кіхано       | супергігант, жінки           |         |         |         | 1:33.45 | 44    |
| Габрієла Кіхано       | слалом, жінки                | 1:09.70 | 1:07.56 |         | 2:17.26 | 26    |
| Габрієла Кіхано       | комбінація, жінки            | 1:39.88 | 57.87   | 55.76   | 3:33.51 | 22    |
| Франциска Стеверлінк  | швидкісний спуск, жінки      |         |         |         | 1:46.76 | 41    |
| Франциска Стеверлінк  | супергігант, жінки           |         |         |         | 1:32.56 | 42    |
| Франциска Стеверлінк  | комбінація, жінки            | 1:37.10 | 58.98   | 56.56   | 3:32.64 | 21    |
| Дженніфер Тейлор      | швидкісний спуск, жінки      |         |         |         | 1:49.53 | 44    |
| Дженніфер Тейлор      | комбінація, жінки            | 1:39.18 | 1:06.47 | 58.62   | 3:44.27 | 25    |